# 181-ша піхотна дивізія (Третій Рейх)
181-ша піхотна дивізія (Третій Рейх) (нім. 181. Infanterie-Division) — піхотна дивізія Вермахту за часів Другої світової війни. З'єднання сформоване у грудні 1939 року, брало активну участь у боях при вторгненні до Норвегії, до вересня 1943 року виконувало окупаційні функції на території країни. У вересні 1943 року через капітуляцію Італії терміново перекинута на Балканський півострів, забезпечення берегової оборони адріатичного узбережжя в Албанії та Чорногорії. З початком відступу вермахту з окупованих Греції, Албанії та Македонії, дивізія билася з югославськими та албанськими партизанами. У травні 1945 року остаточно розгромлена та капітулювала на півдні Австрії й у Словенії.

## Історія

### Західний фронт

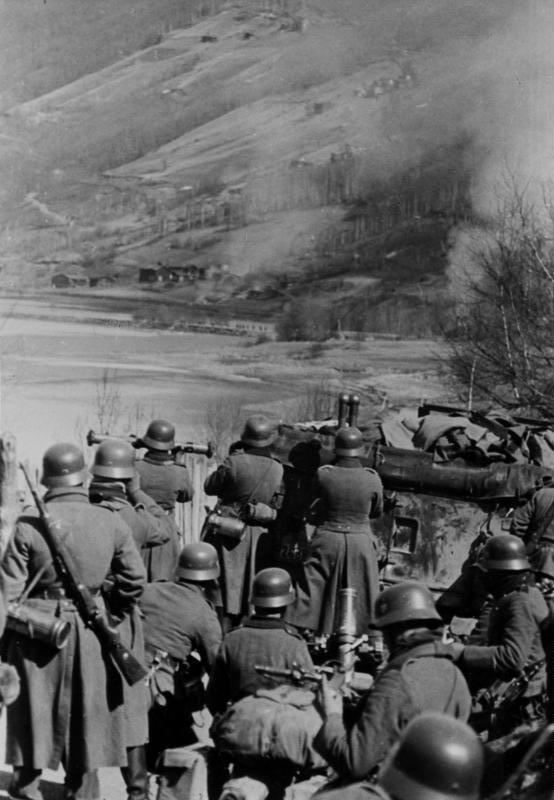
Німецькі солдати в боях в Норвегії. Квітень 1940

181-ша піхотна дивізія розпочала формування 1 грудня 1939 року в Брауншвейзі в XI військовому окрузі під час 7-ї хвилі мобілізації Вермахту. Формування здійснювалося за територіальним принципом у складі 2 піхотних полків. Полки, відповідно, формувалися: 334-й — у Ганновері, 349-й — в Госларі та Бернбурзі. У січні 1940 року почалося формування ще одного полку — 359-го. Формування та навчання тривали до березня 1940 року.
9 квітня 1940 року дивізію з початком операції «Везерюбунг» перекинули до Норвегії. З'єднання висадили з моря в порту Осло, її частини у взаємодії з іншими частинами XXI армійської групи розпочали наземну фазу операції з окупації цієї країни. Бойові дії в районі Тронгейма, Молде, Крістіансунна, Реннебу, Сунндалсьора.
Після завершення переможної кампанії 181-ша піхотна дивізія залишилася виконувати окупаційні функції в центральній Норвегії до вересня 1943 року.
16 вересня 1943 року з'єднання, що входило до армії «Норвегія» генерал-полковника Н. фон Фалкенхорста перекинули до Осло й звідсіля морем і суходолом передислокували на Балкани. Після цього дивізія була включена до складу сил для проведення антипартизанських операцій на території Чорногорії, Хорватії та інших землях окупованої Югославії. З 15 жовтня дивізія виконувала завдання з охорони морського узбережжя та прилеглих територій Албанії.
Протягом більше року дивізія вела у складі груп армій «F» та «E» епізодичні бої з партизанськими об'єднаннями Албанії та Югославії у визначеній операційній зоні. Проте, восени 1944 року з початком виведення вермахту з окупованих Греції, Албанії та Македонії, 181-ша дивізія вела ар'єргардні бої і відступала на північ на пересіченій та мало розвиненій місцевості. У жовтні-листопаді 1944 року в Чорногорії майже повністю був знищений 334-й фузилерський полк. Дивізія билася до кінця війни в Боснії та Хорватії. В травні 1945 року вона капітулювала югославським військам поблизу Целє на кордоні зі Штирією.

## Райони бойових дій
- Німеччина (грудень 1939 — квітень 1940);
- Норвегія (квітень 1940 — вересень 1943);
- Югославський фронт (жовтень 1943 — квітень 1945);

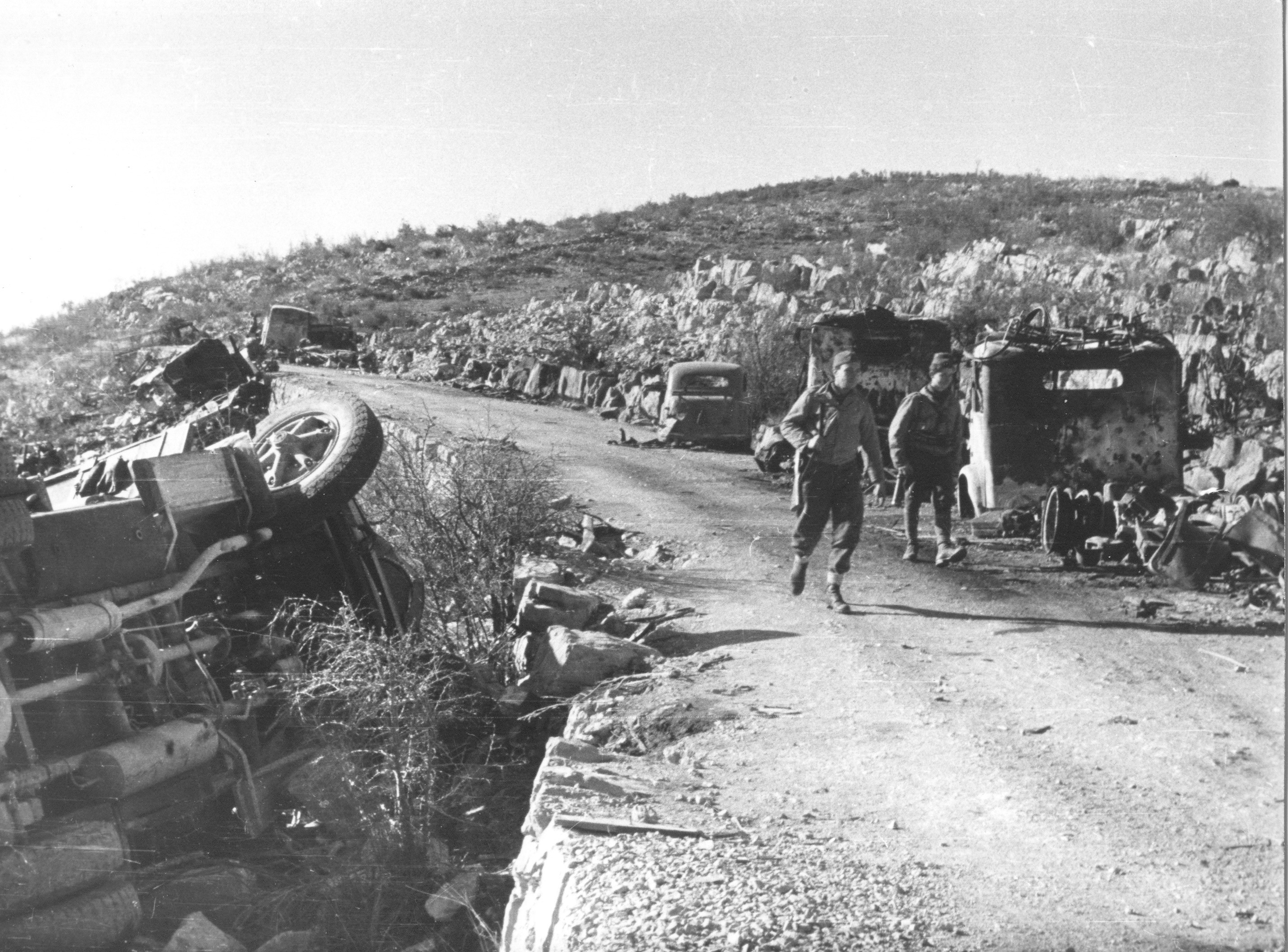
Знищена під Подгорицею колона німецьких військ. Югославія. Грудень 1944

- Австрія (квітень — травень 1945).

## Командування

### Командири
- генерал-лейтенант Петер Більфельд (нім. Peter Bielfeld) (1 грудня 1939 — 10 січня 1940);
- генерал-лейтенант Курт Войташ (нім. Kurt Woytasch) (10 січня 1940 — 1 березня 1942);
- генерал-лейтенант Фрідріх Баєр (нім. Friedrich Bayer) (1 — 23 березня 1942);
- оберст, з 1 квітня 1942 генерал-майор, з 1 квітня 1943 генерал-лейтенант Герман Фішер (нім. Hermann Fischer) (24 березня 1942 — 1 жовтня 1944)[1];
- генерал-лейтенант Ойген-Генріх Блеєр (нім. Eugen-Heinrich Bleyer) (1 жовтня 1944 — 8 травня 1945).

### Підпорядкованість
| Час      | Корпус     | Армія               | Група армій (округ)                           | Штаб       |
| -------- | ---------- | ------------------- | --------------------------------------------- | ---------- |
| 1939     |            |                     |                                               |            |
| грудень  | формування | формування          | XI військовий округ                           | Брауншвейг |
| 1940     |            |                     |                                               |            |
| січень   | формування | формування          | XI військовий округ                           | Брауншвейг |
| квітень  | —          | XXI армійська група | —                                             | Норвегія   |
| вересень | XXXIII КОН | XXI армійська група | —                                             | Тронгейм   |
| 1941     |            |                     |                                               |            |
| січень   | XXXIII КОН | Армія «Норвегія»    | —                                             | Тронгейм   |
| 1942     |            |                     |                                               |            |
| січень   | XXXIII КОН | Армія «Норвегія»    | —                                             | Тронгейм   |
| 1943     |            |                     |                                               |            |
| січень   | XXXIII КОН | Армія «Норвегія»    | —                                             | Тронгейм   |
| лютий    | XXXIII ак  | Армія «Норвегія»    | —                                             | Тронгейм   |
| вересень | —          | Армія «Норвегія»    | —                                             | Тронгейм   |
| жовтень  | XXI гк     | 2 ТА                | Група армій «F»                               | Чорногорія |
| грудень  | V гк СС    | 2 ТА                | Група армій «F»                               | Шкодер     |
| 1944     |            |                     |                                               |            |
| січень   | XXI гк     | 2 ТА                | Група армій «F»                               | Шкодер     |
| жовтень  | XXI гк     | Група армій «E»     | Група армій «F»                               | Шкодер     |
| 1945     |            |                     |                                               |            |
| січень   | LXXXXI ак  | Група армій «E»     | Група армій «F»                               | Хорватія   |
| лютий    | XXI гк     | Група армій «E»     | Група армій «F»                               | Хорватія   |
| квітень  | XXI гк     |                     | Група армій «E»                               | Хорватія   |
| травень  | LXIX ак    |                     | Головнокомандування Вермахту «Південний Схід» | Штирія     |

### Склад
| 1939                            | 1940                               | 1944                               |
| ------------------------------- | ---------------------------------- | ---------------------------------- |
| 334-й піхотний полк             | 334-й піхотний полк                | 334-й фузилерний полк              |
| 349-й піхотний полк             | 349-й піхотний полк                | 349-й гренадерський полк           |
| —                               | 359-й піхотний полк                | 359-й гренадерський полк           |
| 222-й дивізіон легкої артилерії | 222-й артилерійський полк          | 222-й артилерійський полк          |
| —                               | 222-й протитанковий дивізіон       | 222-й протитанковий дивізіон       |
| —                               | 222-й інженерний батальйон         | 222-й інженерний батальйон         |
| 222-та рота зв'язку             | 222-й дивізійний батальйон зв'язку | 222-й дивізійний батальйон зв'язку |
| —                               | Допоміжні частини 222-ї дивізії    | Допоміжні частини 222-ї дивізії    |
| —                               | —                                  | 222-й навчально-польовий батальйон |